# Svatopluk Havelka
Svatopluk Havelka ( Vrbice , 2 mei 1925 - Praag, 24 februari 2009) was een Tsjechisch componist. Havelka was afkomstig uit de streek van Karviná. Hij studeerde van 1945 tot 1947 compositie bij Karel Boleslav Jirák, terwijl hij musicologie studeerde aan de Karelsuniversiteit Praag bij Josef Hutter and Antonín Sychra. Havelka ging nadien werken bij de muziekafdeling van de Tsjechoslowaakse radio in Ostrava. Hij was toen ook de stichter en de artistiek leider van het NOTA Ensemble (1949 - 1950). Nadien was hij leraar en componist bij het militair kunstensemble. Vanaf 1954 wijdde hij zich uitsluitend aan het componeren. Hij schreef ook veel filmmuziek en is de vader van acteur Ondrej Havelka.

## Werken (selectie)
- 1955 1. symfonie
- 1961 Chvála světla
- 1964 Heptameron
- 1965 Pěna
- 1970 Pyrrhos
- 1974 Hommage ? Hieronymus Bosch
- 1976 Nonet
- 1970 Percussionata
- 1985 Tichá radost
- 1986 Disegno
- 1987 Pocta Fra Angelicovi
- 1988 Profeteia
- 1991 Rozhovory duše s Bohem
- 1989 Jeroným Pražský (Epistola de Magistri Hieronymi de Praga)
- 1993 Parenéze pro soprán, klavír a bicí
- 1992 Skrytá mana a bílý kamének pro dva hráče na bicí nástroje
- 1997 Znamení časů

## Filmmuziek
- Byli jsme to my? (1990)
- Tichá bolest (1990)
- Skriváncí ticho (1989)
- Nebojsa (1988)
- Vinobraní (1982)
- Princ a Vecernice (1979)
- Bozská Ema (1979)
- Marecku, podejte mi pero! (1976)
- Prípad mrtvých spoluzáku (1976)
- Mesto nic neví (1975)
- Prípad mrtvého muze (1974)
- Tajemství zlatého Buddhy (1973)
- Zatykac na kralovnu (1973)
- Jeden z nich je vrah (1971)
- Lekce (1971)
- Pane, vy jste vdova! (1970)
- Ucho (1970)
- À quelques jours près (1969)
- Na Zizkove válecném voze (1968)
- Tony, tobe preskocilo (1968)
- Vsichni dobrí rodáci (1968)
- Konec agenta W4C prostrednictvím psa pana Foustky (1967)
- Hotel pro cizince (1967)
- Stud (1967)
- Znamení raka (1967)
- Dymky (1966)
- Kdo chce zabít Jessii? (1966)
- Místenka bez návratu (1965)
- Volejte Martina (1965)
- První den mého syna (1964)
- Táto, sezen stene (1964)
- Az prijde kocour (1963)
- Bez svatozáre (1963)
- Bílá oblaka (1962)
- Anicka jde do skoly (1962)
- Jarní povetrí (1961)
- Pohádka o staré tramvaji (1961)
- Zle pondeli (1960)
- Prezil jsem svou smrt (1960)
- Prípad Lupínek (1960)
- Zpívající pudrenka (1960)
- 105% alibi (1959)
- Hry a sny (1959)
- Touha (1958)
- Honzíkova cesta (1956)
- Vianocný dar (1953)